# Porte Maillot
Porte Maillot – piąta stacja linii nr 1 w Paryżu. Stacja znajduje się na pograniczu 16. i 17. dzielnicy Paryża. Jej zachodnie wyjścia znajdują się w gminie Neuilly-sur-Seine. Została otwarta 19 lipca 1900 r. i była stacją końcową linii nr 1. Stacja posiada tory do zawrotu pociągów. W 1937 zostały dobudowane kolejne stacje. Stacja ma połączenie z linią RER C.